# Sangín Dalaj núr
Sangín Dalaj núr (mongolsky Сангийн Далай нуур) je jezero v severním Mongolsku na území Chövsgölského a Zavchanského ajmagu. Nachází se v nadmořské výšce 1988 m. Rozloha činí 165 km² při délce 32 km a šířce 13 km. Dosahuje hloubky 30 m a objemu 1,995 km³.

## Pobřeží
Jezero je obklopeno horami, kopci a skalami.

## Historie
V roce 1905 došlo v místě, kde se jezero nachází, k silnému zemětřesení.